# Коломыцево (Прохоровский район)
Коломыцево — село в Прохоровском районе Белгородской области России. Административный центр Коломыцевского сельского поселения.

## География
Через Коломыцево протекает река Корень, приток реки Нежеголь.

## История
Село Коломыцево появилось, как и большая часть населенных пунктов в этих краях, благодаря переселению части украинцев (тогда еще Украина входила в состав Польши) на свободные, богатые плодородные земли Дикого поля. Это переселение требовалось и для возведения оборонительной линии - Белгородской черты.
Первыми в данной местности появились хутора Журавский и Радьковский (1770гг), а в 1790-х годах еще несколько , в том числе и хутор Коломыцев, который со временем вырос в слободу. В массиве войсковых поселенцев село Коломыцево считалось крупным населенным пунктом и в основной массе населялось из Войсковой слободы, которая входила в состав города Короче (1780-е года).
Свое название село получило от фамилии Коломыцевых, а не от особенностей местности в которой было расположено, как большая часть соседних поселений.
В 1794 году на картах Курской губернии села Коломыцево еще не было, оно появилось после 1794 года, после 1829 года в архивах уже упоминается волостная слобода Коломыцево, а в Коломыцевскую волость уже входили Журавка, Радьковка, Гусынка и хутора.
В 1814 году в деревне Коломыцевой Корочанского уезда была построена церковь, и деревня стала слободой. В ней находилось два престола : В честь иконы Пресвятой Богородицы всех скорбящих радость и во имя Великомученика Георгия Победоносца.
Количество прихожан на тот момент насчитывалось 1334 душ. Церковь размещалась в центре села, действовала до 1935 года, в годы борьбы с религией её закрыли и оборудовали зернохранилище, позже на её месте расположили Дом культуры.
В селе с 1890 года работала церковно-приходская школа, с 1931 года обучение в ней проводилось уже до седьмого класса.
В 1930 году был организован колхоз Буденного. В 1957 году открылась библиотека, в 1959 - почта.
После преобразований, слияний колхозов, село Коломыцево в 1969 году было выделено в производственный участок № 7 колхоза «Победа». В 1990 году произведено разукрупнение колхоза «Победа», а колхоз «Восток» стал самостоятельным хозяйством Коломыцевского сельсовета Прохоровского района.

## Население
| 2002 | 2010 |
| ---- | ---- |
| 410  | ↘333 |